# ریو، دوستت دارم
ریو، دوستت دارم (پرتغالی: Rio, Eu Te Amo) یک فیلم برزیلی به کارگردانی فرناندو میرلس، ژوزه پادیلا، پائولو سورنتینو و نادین لبکی و گروهی از بازیگران با ملیت‌های مختلف است. 

## تولید
کارگردانان شرکت سازنده برزیلی کارلوس سالدانها(کارگردان عصر یخبندان و ریو)، کارگردان لبنانی نادین لباکی(کارگردان فیلم کارامل)، فیلمنامه نویس مکزیکی بودند. گیرمو آریاگا (با کارگردان استرالیایی استفان الیوت (کارگردان ماجراهای پریسیلا، ملکه صحرا), کارگردان ایتالیایی پائولو سورنتینو(زیبایی بزرگ)، بازیگر و کارگردان آمریکایی جان تورتورو، و کارگردان کره جنوبی ایم سانگ سو (همسر وکیل خوب، خدمتکار خانه) بودند.
سکانس‌های آغازین و پایانی، به‌علاوه انتقال‌ها توسط ویسنته آموریم کارگردانی برزیلی انجام داده شد، در حالی کهژیلبرتو گیل، موسیقیدان، آهنگ فیلم را ساخت.
تولید این فیلم، از جمله Rio Filme، فاش کردند که هزینه فیلم ۲۰ میلیون بوده‌است.

## بازیگران
• جان تورتورو در نقش اومم 
• خودریگو سانتورو در نقش ال 
• هاروی کایتل در نقش a ator 
• امیلی مورتیمر در نقش دورثی 
• جیسون آیزکس در نقش او "گرینجو" 
• نادین لبکی
• ونسا پارادی در نقش مولر 
• ونسان کسل در نقش زی 
• واگنر مورا در نقش گوئی 
• فرناندا مونته‌نگرو در نقش دونا فولانا
• بَسیل هافمن در نقش جیمز 
• ببل گیلبرتو در نقش کوپیدو 